# Skóringový model
Skóringový model slouží k ohodnocení kreditního rizika bankovní nebo nebankovní instituce při žádosti klienta o úvěr. Každému žadateli o úvěr je na základě tohoto modelu přiděleno skóre. Skóre je bodové ohodnocení klienta, kde lepším klientům přísluší vyšší hodnoty. Někdy bývá skóre reprezentováno odhadem pravděpodobnosti, že daný klient úvěr splatí. Podle skóre se potom instituce rozhoduje, za jakých podmínek úvěr poskytne.

## Výstavba skóringového modelu
Skóringový model bývá založen na databázi existujících klientů, kterým kdy byl poskytnut úvěr, společně s informací, kterým z nich se podařilo úvěr splatit. Pro jednoduchost nazýváme dobrým takového klienta, který úvěr splatil včas a za dohodnutých podmínek, a špatným takového klienta, který některému ze svých závazků nedostál. Nesplacení bývá označováno též jako default.

## Datový vzorek
Předpokládejme, že pro každého klienta v databázi máme k dispozici informaci, zda úvěr splatil a dále informace v podobě sady x, kde x je vektor binárních proměnných (tj. proměnných s hodnotou 0 nebo 1), které jsou rozděleny do významových skupin (např. POHLAVÍ, VĚK, PŘÍJEM,...). Každá skupina je tvořena několika kategoriemi (např. skupinu POHLAVÍ tvoří dvě kategorie - MUŽ a ŽENA). Dále předpokládáme, že každý klient patří do právě jedné kategorie každé skupiny. Potom každá binární proměnná {\displaystyle x_{j}^{i}} ze sady x indikuje, zda daný klient patří do příslušné j-té kategorie i-té skupiny ({\displaystyle x_{j}^{i}=1}) či nikoliv ({\displaystyle x_{j}^{i}=0}). 
Označme dále Z jako množinu všech dvojic indexů (i,j), kde i značí skupinu a j její kategorii.

## Proměnné typu odds
odds (česky též šance) je charakteristika, která udává poměr počtu dobrých klientů ku počtu špatných klientů v celé databázi:
{\displaystyle odds={\frac {|G|}{|B|}}.}
Pro jednotlivé znaky j jednotlivých skupin i se definují proměnné {\displaystyle odds_{j}^{i}}, tzv. šance znaku, jako poměry příslušných počtů dobrých a špatných klientů v jednotlivých kategoriích:
{\displaystyle odds_{j}^{i}={\frac {|G_{j}^{i}|}{|B_{j}^{i}|}}.}
Nakonec se zavádí proměnná odds ratio. Označme {\displaystyle OR_{j}^{i}} podíl {\displaystyle odds_{j}^{i}} příslušné kategorie a odds celku:
{\displaystyle OR_{j}^{i}={\frac {odds_{j}^{i}}{odds}}.}
Proměnná odds ratio potom vyjadřuje relativní šanci klienta v dané kategorii úvěr splatit. Hodnota menší než 1 značí, že šance splacení je podprůměrná, vysoké hodnoty naopak ukazují na nadprůměrnou šanci.

## Podstata modelů
Podstatou modelů kreditního rizika je pro každého potenciálního klienta s charakteristikou x odhadnout hodnotu teoretické charakteristiky odds(x).
Přirozeně bychom hodnotu odds(x) odhadovali jako poměr počtu dobrých klientů s charakteristikou x ku počtu špatných klientů s charakteristikou x:
{\displaystyle odds({\boldsymbol {x}})={\frac {|G_{\boldsymbol {x}}|}{|B_{\boldsymbol {x}}|}}.}
Protože však hodnoty {\displaystyle |G_{\boldsymbol {x}}|} a {\displaystyle |B_{\boldsymbol {x}}|} závisí na konkrétní kombinaci hodnot sady x a těchto kombinací je obecně velmi mnoho, není v praxi vhodné funkci odds(x) odhadovat tímto vztahem. Proto tento vztah dále upravujeme a za předpokladu nezávislosti klientů v datovém vzorku převedeme na tvar
{\displaystyle odds({\boldsymbol {x}})=odds\prod _{(i,j)\in Z}(OR_{j}^{i})^{x_{j}^{i}},}
tedy jako součin celkového odds a příslušných {\displaystyle OR_{j}^{i}} těch kategorií, do kterých potenciální klient spadá. Přiřazením různých vah činitelům v předchozím vzorci můžeme konstruovat různě obecné modely.

## Independence model
Independence model je nejjednodušším z trojice představovaných modelů ohodnocení kreditního rizika. Skóringová funkce vychází pouze z vypočítaných hodnot proměnných odds a {\displaystyle OR_{j}^{i}}:
{\displaystyle S^{IM}({\boldsymbol {x}})=odds\prod _{(i,j)\in Z}(OR_{j}^{i})^{x_{j}^{i}},}
kde {\displaystyle {\boldsymbol {x}}={\big (}x_{j}^{i}:(i,j)\in Z{\big )}} je sada nezávisle proměnných, která charakterizuje hodnoceného klienta.
Odtud vidíme, že skóringová funkce {\displaystyle S^{IM}({\boldsymbol {x}})} je tvořena součinem odds a {\displaystyle OR_{j}^{i}} právě těch kategorií, ve kterých se příslušný klient nachází. Tento přístup modelování skóringové funkce se často používá právě pro svou jednoduchost. Jeho podstatnou nevýhodou však je onen zmíněný v praxi často nedosažitelný předpoklad nezávislosti a to, že přikládá všem skupinám a kategoriím stejnou váhu a tím snižuje svou vypovídací schopnost.
V praxi se někdy jako skóre používá logaritmus uvedeného vztahu:
{\displaystyle \ln {\big (}S^{IM}({\boldsymbol {x}}){\big )}=\ln(odds)+\sum _{(i,j)\in Z}x_{j}^{i}\ln(OR_{j}^{i}).}
Tento vztah potom odpovídá ln(odds(x)), neboli tzv. logitu, jenž je základem logistické regrese.

## WOE model
Dalším možným přístupem k modelování kreditního rizika pomocí skóringové funkce je WOE model. WOE je zkratka z anglického weight of evidence a značí, že v modelu přiřadíme každé skupině jinou váhu podle toho, jaký je její statistický vliv na fakt, jestli klient úvěr splatí či nikoliv. Takový model potom můžeme vyjádřit ve tvaru
{\displaystyle S^{WOE}({\boldsymbol {x}},{\boldsymbol {\lambda }})=odds\prod _{(i,j)\in Z}(OR_{j}^{i})^{\lambda ^{i}x_{j}^{i}},}
kde {\displaystyle {\boldsymbol {x}}={\big (}x_{j}^{i}:(i,j)\in Z{\big )}} je opět sada nezávisle proměnných a {\displaystyle {\boldsymbol {\lambda }}={\big (}\lambda ^{i}:i\in \{1\dots s\}{\big )}} je vektor vah jednotlivých skupin.
Takto vytvořená skóringová funkce je opět odhadem funkce odds(x). Vektor parametrů {\displaystyle {\boldsymbol {\lambda }}} je možno odhadovat metodou logistické regrese. 
Tento model je výpočetně náročnější, avšak zvláště pro větší databáze poskytuje větší přesnost a částečně tak řeší nedostatky Independence modelu. V prezentaci Rhino Risk se tento model doporučuje pro databáze s více než 150 případy nesplacení.

## Plný logistický model
Plný logistický model přiřazuje specifickou váhu každé jednotlivé kategorii. Takto získáváme skóringovou funkci:
{\displaystyle S^{PLM}({\boldsymbol {x}},{\boldsymbol {\lambda }})=odds\prod _{(i,j)\in Z}(OR_{j}^{i})^{\lambda _{j}^{i}x_{j}^{i}},}
kde {\displaystyle {\boldsymbol {x}}={\big (}x_{j}^{i}:(i,j)\in Z{\big )}} je sada nezávisle proměnných a {\displaystyle {\boldsymbol {\lambda }}={\big (}\lambda _{j}^{i}:(i,j)\in Z{\big )}} vektor vah jednotlivých kategorií.
Podobně jako u WOE modelu odhadneme vektor parametrů {\displaystyle {\boldsymbol {\lambda }}} metodou logistické regrese.
Tento model je nejpřesnější z uvedené trojice modelů, ale také výpočetně nejnáročnější. V praxi se většinou používá pro velmi rozsáhlé databáze. V prezentaci Rhino Risk se tento model doporučuje pro databáze s více než 1200 případy nesplacení.

## Schopnost diverzifikace
Schopnost diverzifikace, tedy míra oddělení dobrých klientů od špatných, je jednou z nejdůležitějších zkoumaných vlastností skóringového modelu.
V ideálním případě bychom totiž chtěli nalézt takový model, kde by existovala taková skóringová hranice {\displaystyle s_{0}}, pro kterou
by všichni špatní klienti v databázi byli ohodnoceni skóre nižším než {\displaystyle s_{0}} a naopak všichni dobří klienti skóre větším než {\displaystyle s_{0}}. V takovém modelu bychom potom mohli podle dosaženého skóre poměrně dobře rozhodnout o tom, zda se klient zdá dobrý či nikoliv.
V praxi však zpravidla nenajdeme takovou skóringovou funkci, která by neomylně vystihovala kvalitu všech klientů v databázi. Budou se
zde jistě vyskytovat takoví klienti, kteří mají sice nízké skóre, ale přesto se jim podařilo splatit, a naopak takoví, kteří přes své
vysoké skóre nezaplatili. Skóringová funkce nám potom tedy dobré a špatné klienty rozdělí jen přibližně.
Pro názornost si představme, že jsou všichni klienti seřazeni vzestupně podle přiděleného skóre. V ideálním modelu bychom měli
řadu samých špatných klientů a po překročení hranice {\displaystyle s_{0}} řadu samých dobrých klientů. Oproti tomu v reálném modelu dostáváme řadu klientů, kde by sice na začátku byli častěji špatní klienti, ale mezi nimi by se vyskytovali i nějací dobří. Dobrých klientů by postupně přibývalo, až ke konci bychom měli řadu dobrých klientů, mezi kterými by bylo i několik špatných.
A tedy podle toho, jak dobře uspořádání klientů podle skóre odděluje dobré klienty od špatných, posuzujeme kvalitu modelu z hlediska diverzifikační schopnosti.
Pro grafické znázornění schopnosti diverzifikace používáme např. Lorenzovu křivku, pro číselnou kvantifikaci potom Giniho koeficient.